# はやし
はやしは、大阪府下で展開しているスーパーマーケットチェーンである。大阪に本社を置く大手スーパー、イズミヤの店舗業態の一つで、2017年現在は子会社の「カナート株式会社」が運営している。通称は「スーパーはやし」。
大阪府南部（大阪市中南部・和泉・河内）を営業基盤としている。
千葉県を営業基盤とするスーパーマーケット「フードプラザハヤシ」を運営する企業である株式会社ハヤシとは何ら関係無い。
ここでは、かつて独立した法人であり、イズミヤに買収された後その子会社として「はやし」を運営した株式会社はやし（英: Hayashi Co.,Ltd.）についても記載する。

## 沿革
- 1963年12月9日 - 会社設立。当初は精肉店だった。
- 1966年 - スーパーマーケット第一号店を開店。
- 2003年3月 - イズミヤ株式会社と資本業務提携。
- 2008年11月 - イズミヤ株式会社が創業者一族から株式を大量取得、同社の完全子会社となる。
- 時期不明 - 全店舗の運営がイズミヤ完全子会社のカナート株式会社の運営となる。
- 2017年3月1日 - 株式会社はやしが、株式会社カンソーへ吸収合併され解散。

## 店舗
2021年現在、イズミヤホームページでは「はやし」となっている店舗についてカナート運営の同一店舗として店舗所在地名以外の記載をしていない。まるとく市場については注釈を加えている。ここに記載する店舗は株式会社はやしが運営していた店舗であり、カナート株式会社の全運営店舗ではない。

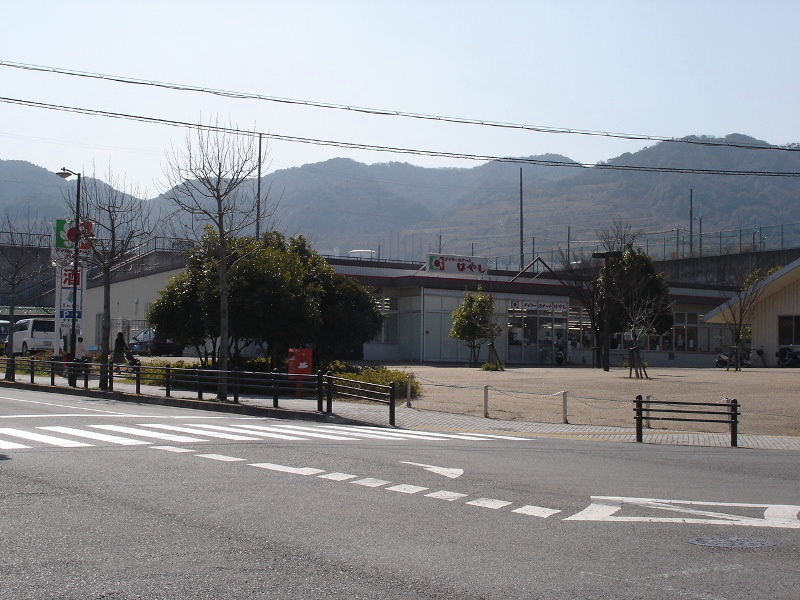
デイリーカナートはやし 阪南店

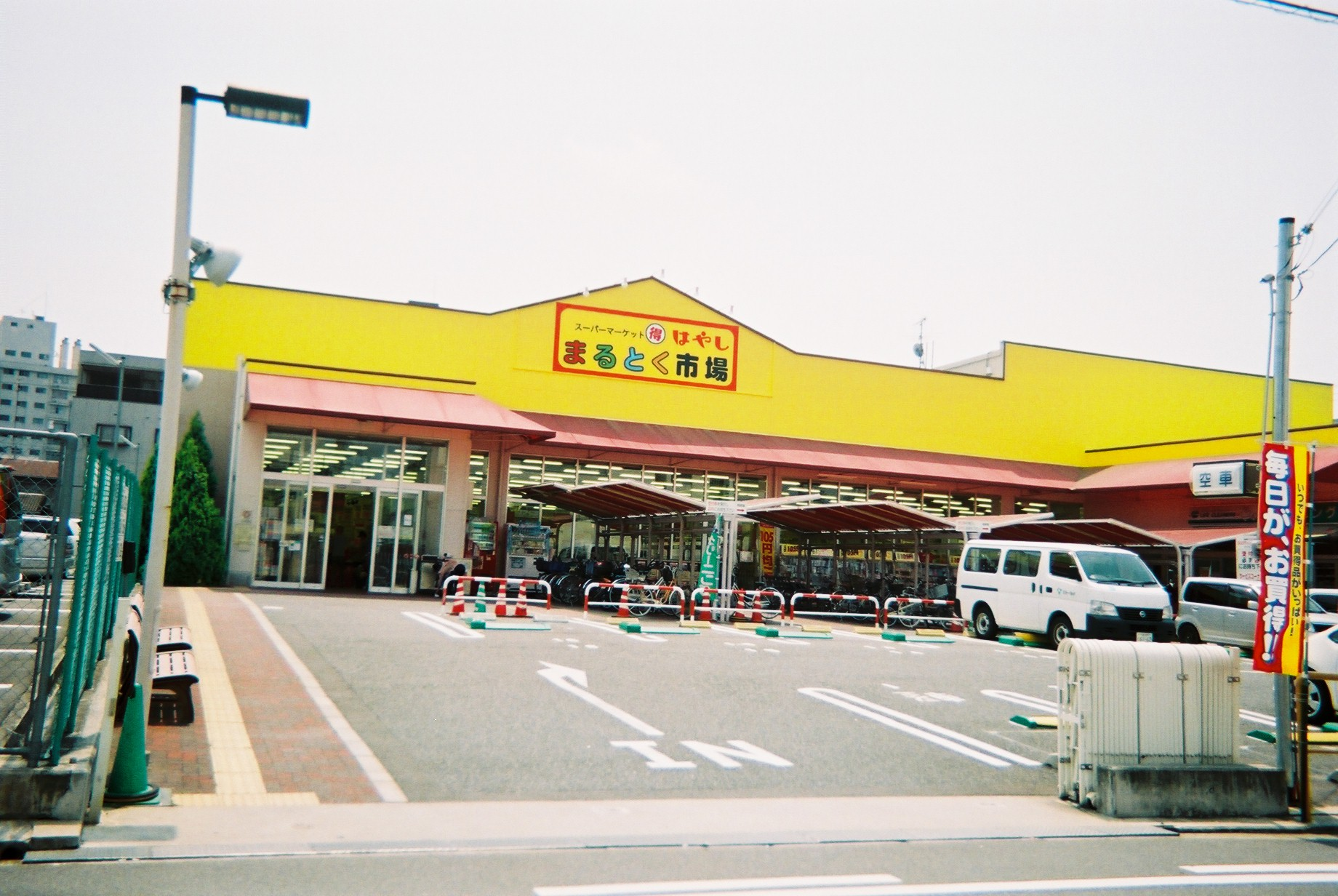
まるとく市場 はやし高殿店

- 堺市駅前店（堺市北区）
- 富木店（高石市）
- 阪南店（阪南市）※◎
- 美加の台店（河内長野市）※◎
- 泉大津店（泉大津市）◎

※ - イズミヤからの譲渡店舗。はやし運営時代もイズミヤのシンボルマークである「太陽マーク」はそのまま残していた。
◎ - 「デイリーカナート」として運営。
はやし株式会社直営時代末期において「まるとく市場」に業態転換・新規出店する店舗が増えつつあったが、店舗運営がカナートに一括管理となって以後は泉大津店のように店舗形態をイズミヤ様式のデイリーカナートに再転換する店舗も存在する。
2025年5月現在「まるとく市場はやし」を名乗る店舗は消失、「デイリーカナートはやし」は美加の台の1店舗（阪南店からは「はやし」の店舗名が消失）、デイリーカナート以外のオリジナルの「はやし」のブランド名を冠する店舗も堺市駅前（イズミヤ阪和堺店とは別であり、堺市駅を挟んで踏切の反対側に所在）・富木の2店舗を残すのみとなっている。なお、旧本店であった鶴見橋店は2023年3月4日限りで閉店した。

### 過去
- 美原店（堺市美原区）
- 加賀屋店（大阪市住之江区)
- デイリーカナート柏田店（東大阪市）
- まるとく市場JR長瀬店（東大阪市）
- 東湊店（堺市堺区）
- まるとく市場はやし綾之町店（堺市堺区）
- 国分店（柏原市）
- 樽井店（泉南市）
- 泉尾店（大阪市大正区）
- 山本店（八尾市）
- まるとく市場はやし上野芝店（堺市西区）
- まるとく市場はやし鳥取店（阪南市）
- 八尾モール店（八尾市）
- 今里店（大阪市東成区）
- はやしファミリー今川店（大阪市東住吉区）☆

☆ - 衣料品のみ取扱い。
- まるとく市場はやし高殿店（旭区）
- 鶴見橋店（大阪市西成区）